# Џуманџи
Џуманџи (енгл. Jumanji) је амерички акционо авантуристички филм из 1995. режиран од стране Џоа Џонстона.
Филм је снимљен по истоименој књизи из 1981. године од стране Криса Вана Алсбурга. У снимању филма учествовали су Ван Алсбург, Грег Тејлор, Џонатан Хенслајх и Џим Стрејн и улогама Робин Вилијамс, Бони Хант, Кирстен Данст, Бредли Пирс, Џонатан Хајд, Бебе Нојвирт и Давид Алан Гријер.

## Радња
Када је млади Алан Париш заједно са својом пријатељицом Саром одлучио да заигра једну друштвену игру, није ни слутио да ће га бацање коцке истог трена транспортовати у чудну џунглу Џуманџи, где ће остати заробљен пуних 26 година. Тачније, до трена када ће у поткровљу његове куће двоје сирочади, Џуди и Питер, пожелети да заиграју исту ту игру и тако ослободити данас одраслог Алана из унутрашњег света игре. Али, како би сви заједно победили растућу моћ игре Џуманџи, њих троје морају да пронађу и одраслу Сару и стигну до краја игре, пре него што их она сама докрајчи.

## Улоге
| Глумац                       | Улога                    |
| ---------------------------- | ------------------------ |
| Робин Вилијамс Адам Хан Бирд | Алан Париш дечак Алан    |
| Бони Хант Лаура Бел Банди    | Сара Витл девојчица Сара |
| Кирстен Данст                | Џуди Шеперд              |
| Бредли Пирс                  | Питер Шеперд             |
| Давид Алан Гријер            | Карл Бентли              |
| Џонатан Хајд                 | Семјуел Париш / Ван Пелт |
| Бебе Нојвирт                 | Нора Шеперд              |
| Патриша Кларксон             | Карол Париш              |